# بيدرو برادو
بيدرو برادو (بالإسبانية: Pedro Prado)‏ هو كاتب تشيلي، ولد في 8 أكتوبر 1886 في سانتياغو في تشيلي، وتوفي في 31 يناير 1952 في فينيا ديل مار في تشيلي.